# Coleophora armeniae
Coleophora armeniae — вид лускокрилих комах родини чохликових молей (Coleophoridae).

## Поширення
Вид зафіксований на півдні України, в південній частині Росії, в Туреччині, Вірменії, Казахстані, Киргизстані та на заході Китаю.

## Спосіб життя
Метелики літають у серпні.